# ويليام هورن (سياسي أمريكي)
ويليام هورن (بالإنجليزية: William Horne)‏ هو سياسي أمريكي، ولد في 25 فبراير 1962 في ويتشيتا فولز في الولايات المتحدة. حزبياً، نشط في الحزب الديمقراطي. وقد انتخب عضو المجلس النيابي لولاية نيفادا.